# Kalukonen (rätischer Stamm)
Die Kalukonen (lateinisch Calucones; altgriechisch Καλούκωνες Kalukones) waren ein antiker Volksstamm in Rätien. Ungewiss ist, ob sie Räter oder Kelten waren. Sie sind vom gleichnamigen germanischen Stamm an der mittleren Elbe zu unterscheiden. Sie wohnten im Rheintal südlich des Bodensees, die genaue Lage ist umstritten, möglicherweise in der Gegend um Chur oder nördlich davon im heutigen Vorarlberg.
Im Jahre 15 v. Chr. wurden die Kalukonen während des Alpenfeldzuges von Tiberius unterworfen und als eines der 45 besiegten Alpenvölker im Tropaeum Alpium aufgelistet. Auf dieses Ereignis nimmt auch Plinius der Ältere Bezug. Zudem werden sie in der Geographie des Ptolemäus genannt, der sie in Rätien zwischen den Suaneten, Riguskern und Vennoneten lokalisiert.